# Mantelschnegel
Die Mantelschnegel (Parmacellidae) sind eine Familie der Landlungenschnecken (Stylommatophora). Die ersten Vertreter der Familie sind aus dem eozänen Baltischen Bernstein beschrieben (Parmacella succini). Weitere Funde sind aus dem Unteren Pliozän bekannt geworden.

## Merkmale
Die Arten der Familie sind meist große Tiere, die ausgestreckt etwa 10 cm lang sind. Der Mantelschild nimmt etwa die Hälfte der Gesamtkörperlänge ein. Der Fuß weist einen Kiel auf der Oberseite auf. Zwischen dem Fuß und dem Mantelschild befindet sich ein schmaler Schlitz, durch den der Eingeweidesack durch eine dünne Haut sichtbar ist. Das Gehäuse ist vom Mantelschild bedeckt und besteht aus dem spiralisiert aufgerollten Embryonalgehäuse und dem plattenartigen postembryonalen Teil. Gerade geschlüpfte Jungtiere können sich noch in das embryonale Gehäuse zurückziehen. Danach wird es vom Mantelschild überwachsen. Auch später können sich die Tiere noch unter diesen recht großen Mantelschild zurückziehen. Das Atemloch ist recht groß und liegt auf der rechten Seite im hinteren Teil des Mantelschildes.

## Lebensweise und Vorkommen
Die Familie ist in Südeuropa von Portugal im Westen über Nordafrika bis in den Kaukasus, Nordiran bis Zentralasien verbreitet. Auch auf den Kanarischen Inseln kommen einige Arten vor. Die Tiere sind Pflanzenfresser und nachtaktiv. Sie leben bevorzugt in naturnahen, trockenen Biotopen, seltener in Gärten und Parks in der Nähe von Siedlungen.

## Systematik
Die Familie der Mantelschnegel enthält nur wenige Gattungen mit ca. 15 Arten:
- Parmacella Cuvier, 1804
- Cryptella Webb & Berthelot, 1833
- Candaharia Godwin-Austen, 1888
- Levandera (meist nur Untergattung von Candaharia)

Eigentlich ist der Name Cryptellidae Gray, 1855 der älteste wissenschaftliche Name für diese Familie. Allerdings geriet er in Vergessenheit und muss als nomen oblitum (vergessener Name) angesehen werden. Damit bleibt der Name Parmacellidae gültig.